# Kepler-80
Kepler-80 (KOI-500, KIC 4852528) — звезда в созвездии Лебедя. Находится на расстоянии около 688 световых лет от Солнца. Вокруг звезды обращаются, как минимум, пять планет.

## Характеристики
Kepler-80 представляет собой оранжевый карлик, примерно в полтора раза уступающий Солнцу по размерам и 6 раз по светимости. Впервые в астрономической литературе упоминается в каталоге 2MASS, опубликованном в 2003 году. Масса звезды равна 0,72 солнечной, а радиус — 0,64 радиуса Солнца. Температура поверхности звезды составляет приблизительно 4613 Кельвинов.

## Планетная система
Все пять известных планет системы Kepler-80 имеют орбиты, укладывающиеся внутри радиуса 0,1 а.е. Зона обитаемости в этой системе находится в районе 0,4 а.е. от светила, что в пять раз дальше самой далёкой из обнаруженных здесь планет. Диаметры планет колеблются от 1,4 до 2,9 земного. Две внешние планеты, Kepler-80 b и Kepler-80 c, имеют массы 6,2 и 10,5 масс Земли соответственно, что позволяет относить их к классу мининептунов.
Таблица некоторых характеристик планет системы Kepler-80.